# وجيه عباس
وجيه عباس هادي كاتب وإعلامي عراقي ولد في عام 1964،  له عدة كتب ومقالات نشرت في الصحف والمجلات، يقدم  برنامج كلام
وجيه في قناة العهد الفضائية، وهو أب لستة أطفال.
في انتخابات مجلس النواب العراقي 2018 رشح للبرلمان عن محافظة بغداد ضمم كتلة الصادقون المنضوية ضمن ائتلاف الفتح وحصل على 16359